# 富田西
富田西（とみたにし）は、福島県郡山市に所在する町丁である。郵便番号は963-8048。

## 地理
郡山市中北部の行政区である富田町に属する。北西から北、東にかけ富田町、南東で町東、南で富田町、南西で片平町、西で中ノ目とそれぞれ隣接する。富田第二土地区画整理事業の換地処分により富田町より分離新設された区域である。一級水系阿武隈川水系逢瀬川左岸、国道49号と東北自動車道に挟まれた区域を範囲とする。一級市道14号並木片平線および逢瀬川支流馬場川以南に東から一～三丁目、以北に西から四～六丁目が設置されている。地区を横断する郡山インター線をはじめ、周囲の幹線道路の開通により住宅地として発展した地区であり、幹線道路に沿い大型店舗も複数立地する。町東に所在する郡山北警察署富田交番、および堂前町に所在する郡山消防署本署がそれぞれ管轄にあたる。

### 河川・湖沼
一級水系阿武隈川水系
- 逢瀬川
  - 馬場川

## 沿革
- 2024年2月17日 - 富田第二土地区画整理事業に伴う換地処分により富田町より分離新設される。

## 世帯数と人口
2024年1月1日現在の世帯数と人口は以下の通りである。
| 町丁   | 世帯数    | 人口    |
| ------ | --------- | ------- |
| 富田西 | 1,165世帯 | 2,741人 |

## 小・中学校の学区
市立小・中学校に通う場合、学区は以下の通りとなる。
| 番地               | 小学校               | 中学校                 |
| ------------------ | -------------------- | ---------------------- |
| 三丁目183～186番地 | 郡山市立富田西小学校 | 郡山市立郡山第六中学校 |
| 上記を除く全域     | 郡山市立富田小学校   | 郡山市立富田中学校     |

## 交通

### 道路
- 東北自動車道
- 国道4号
- 一級市道14号並木片平線
- 一級市道36号伊賀河原西柳作線（郡山インター線）

## 施設等
- ザ・ビッグエクスプレス 富田店
- カワチ薬品 富田店
- セブンイレブン 郡山富田西店
- セブンイレブン 郡山諏訪前店
- すき家 49号郡山インター店
- トヨタカローラ福島 富田店
- ヤマト運輸 郡山富田営業所
- 日立産機システム 福島支店